# オクトヴィアヌス・マニアニ
オクトヴィアヌス・マニアニ（インドネシア語: Oktovianus Maniani、1990年10月27日 - ）は、インドネシアのサッカー選手。インドネシア代表。ポジションはMF。
オクトの愛称で知られており、若くからA代表としても出場したために人気のある選手である。また、ESPN社選定のヨーロッパで活躍出来る10人のアジア人選手に選ばれた。

## クラブ歴
2014年12月23日にプサマニア・ボルネオFCに移籍。
2016年1月30日には東ティモールのカルサエFCにイマヌエル・ワンガイ、ボアズ・ソロッサと共に加入。しかし経営上の問題から僅か4試合に出場したのみで退団。その後自由契約となり、プルシバ・バリクパパンに加入するも短期間で退団しラジャ・アンパット諸島で公務員となった。だが、アレマ・インドネシアFCのアントニ・プトロがバヤンガラFCに移籍したため、彼の後継者として再びサッカー選手となった。

## 代表歴
インドネシア代表初出場となったのは2010年10月8日のウルグアイ代表戦で、この試合は途中出場であった。この試合で好パフォーマンスを見せたため、アルフレッド・リードル監督はその後のモルディブ代表戦でスターティングメンバーに抜擢、この試合で彼は代表初得点を決めた。2010 AFFスズキカップではイルファン・バフディムと共にチーム有数の活躍を見せた。
その後、2011年東南アジア競技大会にU-23代表として出場した。

## 個人
パプア州ジャヤプラでパプア人の漁師の家で生まれた。幼時はハミディの海岸で父親の手伝いをしていた。現在の彼は結婚もしており、二子がいる。

## プレースタイル
速度のある選手で相手ディフェンダーを容易く抜いていくのが特徴の選手である。

## 個人成績
| インドネシア代表 | インドネシア代表 | インドネシア代表 |
| 年               | 出場             | 得点             |
| ---------------- | ---------------- | ---------------- |
| 2010             | 10               | 3                |
| 2011             | 6                | 0                |
| 2012             | 7                | 0                |
| 2013             | 2                | 0                |
| 2014             | 0                | 0                |
| 2015             | 0                | 0                |
| 計               | 25               | 3                |

## タイトル

### クラブ
スリウィジャヤFC
- インドネシア・インターアイランドカップ: 2010
- インドネシア・コミュニティーシールド: 2010

### 代表
インドネシア代表
- 東南アジアサッカー選手権:

準優勝: 2010
- 東南アジア競技大会

準優勝: 2011

### 個人
- ピアラ・インドネシア最優秀若手選手: 2008-09
- 東南アジア競技大会最優秀選手: 2011